# Cian Healy
Cian Eoin James Healy (* 7. Oktober 1987 in Dublin) ist ein irischer Rugby-Union-Spieler. Er spielt auf der Position des Pfeilers für Leinster Rugby und die irische Nationalmannschaft. Zu seinen Erfolgen gehören vier Europapokalsiege und sieben Meistertitel mit Leinster sowie vier Turniersiege mit Irland bei den Six Nations (darunter zweimal mit einem Grand Slam).

## Biografie

### Vereinskarriere
Healy besuchte das Belvedere College in Dublin, wo er für die Schulmannschaft spielte und 2005 von einem Scout entdeckt wurde. Zunächst auf der Position des Haklers spielend, entwickelte er sich bald zu einem Pfeiler. Er gab sein Debüt für Leinster Rugby im Alter von 19 Jahren in der Saison 2006/07 der Magners League, als er im Mai 2007 im Spiel gegen die Border Reivers eingewechselt wurde. Ab der Saison 2008/09 war er die erste Wahl auf seiner Position für Leinster. Als 21-Jähriger war Healy ein wichtiger Bestandteil des Leinster-Teams, das den Heineken Cup 2008/09 mit einem 19:16-Finalsieg gegen die Leicester Tigers gewann.
Als 23-Jähriger spielte Healy auch eine wichtige Rolle im Finale des Heineken Cup 2010/11, das seine Mannschaft mit 33:22 gegen die Northampton Saints gewann. In der darauffolgenden Saison 2011/12 gelang es Leinster, den Heineken Cup mit einem 42:14-Finalsieg gegen Ulster Rugby zu verteidigen, wozu Healy einen Versuch beisteuerte.
Healy war auch in den folgenden Spielzeiten eine wichtige Teamstütze für Leinster, hatte aber mit einer Reihe von Verletzungen zu kämpfen und wäre im Sommer 2015 nach einer Nackenverletzung beinahe zurückgetreten. Es gelang ihm jedoch, wieder den Anschluss zu finden. Nachdem er zehn Kilo abgenommen hatte, wurde er in der Saison 2017/18 wieder zur ersten Wahl, als er eine Schlüsselrolle beim vierten Europapokalsieg von Leinster gegen Racing 92 und beim ersten Finalsieg in der Pro 14 gegen die Scarlets spielte. Healy gehört neben seinen Teamkollegen Devin Toner, Jonathan Sexton und Isa Nacewa zu der illustrien Gruppe von Spielern, die viermal den Europapokal gewonnen haben. Von 2018 bis 2021 gewann Healy mit Leinster viermal hintereinander den Meistertitel der Pro 14.

### Nationalmannschaft
Healy wurde in die irische Reservemannschaft Ireland A berufen und spielte für diese erstmals am 1. Februar 2008 gegen die Auswahl England Saxons. Am 21. Juni 2009 gehörte er dem irischen Reserveteam an, das in Colorado den Churchill Cup mit einem 49:22-Finalsieg über die England Saxons für sich entschied.
Healy wurde in den Kader der irischen Nationalmannschaft für das Six Nations 2008 berufen, kam aber nicht zum Einsatz. Im November 2009 gab er sein Länderspieldebüt im Test Match gegen Australien im Croke Park, das mit einem 20:20-Unentschieden endete, und wurde anschließend von Trainer Declan Kidney für seine Leistung gelobt. Healy spielte zwei Wochen später auch beim 15:10-Sieg über Südafrika. Sein Six-Nations-Debüt hatte er am 26. Februar 2010 im Croke Park beim 29:11-Sieg über Italien. Healy wurde am 17. September 2011 zum „Man of the Match“ gekürt, als Irland in Auckland bei der Weltmeisterschaft 2011 Australien mit 15:6 bezwang.
Healy wurde am 13. Februar 2013 zu einer Disziplinaranhörung in London vorgeladen, wo er eine dreiwöchige Sperre erhielt; er war in der zweiten Runde von Six Nations 2013 gegen England auf den Knöchel des gegnerischen Spielers Dan Cole getreten. Im selben Jahr nahm er an der Tour der British and Irish Lions nach Australien teil, musste aber bereits nach dem zweiten Spiel wieder die Heimreise antreten, nachdem er sich eine Sprunggelenkverletzung zugezogen hatte. Healy war eine Schlüsselfigur der irischen Mannschaft, die bei Six Nations 2018 den Grand Slam schaffte. Er stand in vier von fünf Spielen in der Startformation, einschließlich des Entscheidungsspiels gegen England in Twickenham.
Sein hundertstes Länderspiel für Irland absolvierte er bei der abschließenden Partie von Six Nations 2020, als er am 31. Oktober 2020 bei der 25:37-Auswärtsniederlage gegen Frankreich einen Versuch erzielte. Ein zweiter Grand Slam gelang ihm beim Six Nations 2023, wobei er in drei Spielen als Auswechselspieler zum Einsatz kam. Ende Mai 2023 wurde er von Nationaltrainer Andy Farrell für die Vorbereitung auf die Weltmeisterschaft 2023 aufgeboten; sollte er es erneut ins Kader schaffen, wäre dies nach 2011, 2015 und 2019 die vierte WM-Teilnahme.

### Persönliches
Healy ist auch künstlerisch begabt. Beispielsweise malte er Porträts von Rugby-Kollegen. In den ersten Jahren seiner Sportkarriere war er häufig auch als DJ tätig; unter dem Namen DJ Church trat er beispielsweise 2010 und 2011 beim Oxegen-Festival in Naas auf.

## Erfolge
Leinster:
- Sieger European Rugby Champions Cup: 2009, 2011, 2012, 2018
- Sieger Pro12 / Pro14: 2008, 2013, 2014, 2018, 2019, 2020, 2021
- Sieger European Challenge Cup: 2013

Irland A:
- Sieger Churchill Cup 2009

Irland:
- Sieger Six Nations: 2014, 2015, 2018, 2023
- Grand Slam: 2018, 2023
- Triple Crown: 2018, 2022, 2023